# 蒂莫泰·卢瓦乌-卡巴罗
蒂莫泰·卢瓦乌-卡巴罗（法語：Timothé Luwawu-Cabarrot，1995年5月9日—），法国男子篮球运动员，场上位置是小前锋，2020年夏季奥林匹克运动会男子银牌得主、2022年欧洲篮球锦标赛银牌得主。